# Região Leste Centro-Norte dos Estados Unidos
A Região Leste Centro-Norte é uma das nove divisões geográficas oficiais dos Estados Unidos, onde é reconhecida e oficializada pelo United States Census Bureau.
A divisão contém 05 estados: Illinois, Indiana, Michigan, Ohio e Wisconsin. É uma das duas divisões que se faz para caracterizar o Meio-Oeste ou Região dos Grandes Lagos. A Outra divisão utilizada é a Região Oeste Centro-Norte, abrangendo áreas do Território do Noroeste, excetuando porções de Minnesota. 
A divisão contempla grande parte da Região dos Grandes Lagos, exceto a parte canadense e o Nordeste americano. 